# Werner Zorn
Werner Zorn, född 24 september 1942 i Frankfurt am Main, är en tysk datavetare, universitetslärare och internetpionjär. Under sin tid som professor på Karlsruher Institut für Technologie byggde hans forskargrupp upp den infrastruktur som krävdes för att ansluta Tyskland till internet. Det bidrog till att Tyskland blev det fjärde internetanslutna landet i världen.

## Utmärkelser
- Invald i Internet Hall of Fame under kategorin pionjärer[1]